# Arthur Crispien

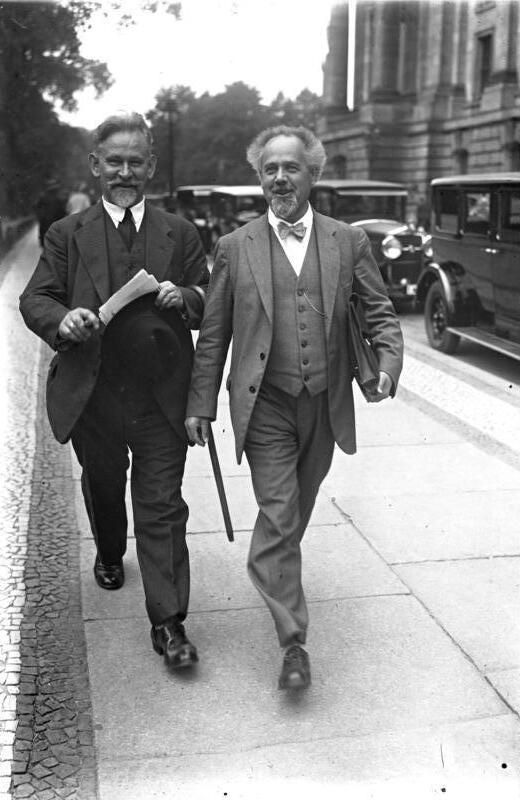
Arthur Crispien (derecha) con el socialdemócrata Wilhelm Dittmann en el 18 de julio de 1930.

Arthur Crispien (nacido el 4 de noviembre de 1875 en Königsberg, Prusia Oriental - 29 de noviembre de 1946 en Berna, Suiza) fue un pintor, periodista y político alemán, del SPD y del USPD.

## Biografía
Crispien fue primero pintor de una escuela de teatro y después trabajó de empleado en una empresa de seguros de enfermedades. En 1904 Crispien se hizo miembro del SPD y más tarde trabajó como periodista para varios periódicos del partido, tales como Diario del Pueblo de Königsberg (a partir de 1904), estando en Königsberg y más tarde en Gdansk.
Antes de la Primera Guerra Mundial, fue desde 1904 hasta 1906 editor del Diario del Pueblo de Königsberg, desde 1906 hasta 1912 fue editor del diario Volkswacht de Danzig siendo presidente regional del SPD en Prusia Occidental y de 1912 hasta 1914 de la Jura de Tagwacht en Stuttgart pero en noviembre de 1914 debido a sus críticas a la política de paz civil de la dirección del partido publicando ilegalmente el periódico The Social (El Social Demócrata) junto con sus compañeros editores Jacob Walcher y Edwin Hoernle fueron encarcelados durante 6 meses. Al ser libre se trasladó en 1917 a la USPD donde fue presidente desde 1919 hasta 1922.
Después de la revolución del Imperio Alemán en 1918 Crispien fue vicepresidente del gobierno provisional de Württemberg y durante unos meses también fue ministro de Interior. En 1919 fue elegido miembro del Württemberg Landtag. En 1920 fue elegido miembro del Parlamento por la era Weimar y copresidente ejerciendo como portavoz de la política exterior del Partido Socialdemócrata Independiente de Alemania. En el verano de ese mismo año Crispien participó en las negociaciones en Moscú sobre la adhesión del partido y un comité sobre una fusión con el KPD y el USPD.
Fueron las disputas internas de los partidos que llevaron a la escisión del USPD en otoño de 1920 encabezó una delegación del USPD para el 2º Congreso Mundial Comunista Internacional donde este rechazaba las condiciones de Lenin para la participación en la Internacional Comunista.
Tras el incendio del Reichstag en 1933 Crispien se exilió en Austria y más tarde en Suiza, país donde murió en representación del SPD en el exilio. Crispien apoyó a refugiados políticos y judíos de la Alemania nazi y se convirtió en un miembro del Partido Socialista Suizo. Fue delegado en la conferencia de refugiados en Montreux de 1945. Un año después, en 1946, Crispien fallece en Berna.